# Acalypha punctata
Acalypha punctata é uma espécie de flor do gênero Acalypha, pertencente à família Euphorbiaceae.